# Goes novus
Goes novus là một loài bọ cánh cứng trong họ Cerambycidae.